# Tatsuya Yamaguchi
Tatsuya Yamaguchi (山口 竜弥 Yamaguchi Tatsuya?), född 9 februari 2000 i Kanagawa prefektur, är en japansk fotbollsspelare.
Yamaguchi började sin karriär 2018 i Gamba Osaka.